# Principe (Ceuta)
Principe (Spaans: Barrio del Príncipe, Barrio del Príncipe Alfonso) is een arbeiderswijk in het zuiden van de Spaanse exclave Ceuta in Noord-Afrika. Het heeft een meerderheid van de moslimbevolking. Het is verbonden met het centrum van Ceuta via de snelweg N-352, die ook zuidwaarts loopt naar de grensovergang met Marokko.
Het Universitair Ziekenhuis van Ceuta ligt in deze buurt.
In 2015 waren er ongeveer 12.000 inwoners, en bijna allemaal moslim van Marokkaanse origine.
Volgens de regering van Ceuta ontvangt Principe sinds 2015 40% van het sociale hulpbudget van de stad. Vanaf dat jaar had 80% van de inwoners geen baan.

## Trivia
De televisieserie El Príncipe speelt zich af in Principe.